# Aventura (Floryda)
Aventura – miasto w Stanach Zjednoczonych, w stanie Floryda, w hrabstwie Miami-Dade.